# United Flow
『United Flow』（ユナイテッド フロウ）は、久保田利伸の9枚目のアルバム。2002年4月10日に、SME Recordsから発売された。

## 概要
前作『As One』より1年半ぶりのオリジナル・アルバム。

## 収録曲
作詞・作曲：久保田利伸　編曲：柿崎洋一郎（特記以外）
1. United Flow 〜Foreplay〜　0:36
  - 作曲：久保田利伸・柿崎洋一郎
2. まんまでGO　4:34
3. 無常　5:24
4. DO ME BABY　5:56
  - 作詞：松尾潔
5. Respect (this & that) （Extended Funky Jam Version）　4:43
6. My Bad　4:56
7. Heaven?  5:11
  - 作詞：山田詠美
8. United Flow 〜Replay〜  1:11
  - 作曲：久保田利伸・柿崎洋一郎
9. Because of U  4:26
10. Free your Soul  4:58
  - 映画『アイノカラダ』テーマソング
11. MOONSTRUCK  4:15
  - 作詞：松尾潔
12. Candy Rain   4:38
  - フジテレビ系ドラマ『水曜日の情事』主題歌
13. In your flow (Eternal Flow Version)  5:18